# دهستان سردسیر
دهستان سردسیر نام دهستانی در بخش مرکزی شهرستان بوئین میاندشت، استان اصفهان در ایران است. براساس سرشماری مرکز آمار ایران در سال ۱۳۸۵، جمعیت آن ۳۵۱۲ نفر (۹۱۱ خانوار) بوده‌است.